# 4월 11일
4월 11일은 그레고리력으로 101번째(윤년일 경우 102번째) 날에 해당한다.

## 사건
- 491년 - 플라비우스가 아나스타시우스 1세란 이름으로 동로마 제국의 황제가 되다.
- 672년 - 교황 아데오다토 2세, 77대 로마 교황 취임.
- 1241년 - 킵차크 칸국의 바투 칸이 모히 전투에서 헝가리의 벨러 4세를 무찌르다.
- 1512년 - 라벤나 전투에서 프랑스군이 교황군을 격파하다.
- 1623년 - 인조반정 발발.
- 1919년 - 중화민국 상하이에서 대한민국 임시정부 수립.
- 1953년 - 영국의 수학자 앤드루 와일스가 태어남.
- 1960년 - 이승만 정부의 3·15 부정선거에 저항하다 실종된 김주열의 시신이 발견되다.
- 1968년 - 서독에서 요제프 바흐만에 의해 독일사회주의학생대표 루디 두치케가 저격당하다.
- 1970년 - 미국의 NASA가 아폴로 13호를 발사하다. 아폴로 13호는 사고로 임무를 완수하지 못하고 달의 궤도를 거쳐서 지구로 귀환했다.
- 1975년 - 김상진 할복 사건이 일어났다.
- 1979년 - 우간다의 독재자 이디 아민이 물러나다.
- 1992년 - 가수 서태지와 아이들이 데뷔해 대한민국 대중음악을 바꾸며 청소년들의 우상이 된다.
- 1996년 - 대한민국 15대 총선이 실시되다.
- 2008년
  - 유럽 최후의 봉건 제도 국가로 남아있던 채널 제도의 사크섬이 봉건 제도를 폐지하였다.
  - 중화인민공화국 하이난섬 보아오에서 아시아 각국의 정치, 경제 지도자들이 참여하는 보아오 포럼이 개막되었다.
- 2012년
  - 대한민국에서 제19대 총선.
  - 조선민주주의인민공화국의 김정은, 조선로동당 중앙위원회 제1비서로 추대.
- 2023년 - 2023년 강릉 산불이 발생했다.

## 문화
- 1959년 - 장훈, 일본 프로 야구에서 자신의 첫 안타 기록.
- 2008년 - 광주 도시철도 1호선이 완전 개통되었다. (상무 ~ 평동 구간)
- 2012년 - 프로야구에서 강윤구가 역대 3번째 3타자 9구삼진을 하였다.
- 2016년 - 위기탈출 넘버원이 11년 만에 폐지되었다.
- 2017년
  - 마이크로소프트에서 윈도우 비스타와 인터넷 익스플로러 9의 모든 지원을 종료했다.
  - 라이젠 5가 출시되었다.
- 2023년 - 마이크로소프트 오피스 2013의 연장 지원이 종료되었다.

## 탄생
- 146년 - 로마 제국의 제20대 황제 셉티미우스 세베루스. (~211년)
- 999년 - 송나라의 관료, 범관 포증. (~1062년)
- 1369년 - 고려 말 조선 초의 문신 허조(許稠). (~1440년)
- 1879년 - 중화민국의 언론가 위유런. (~1964년)
- 1893년 - 미국의 정치인, 변호사 딘 애치슨. (~1971년)
- 1916년
  - 아르헨티나의 작곡가 알베르토 히나스테라. (~1983년)
  - 일본의 축구 선수 다카하시 히데도키. (~2000년)
- 1920년 - 대한민국의 독립운동가 지복영. (~2007년)
- 1921년 - 대한민국의 독립운동가 이연형. (~2009년)
- 1928년 - 미국의 인권옹호자 에델 케네디. (~2024년)
- 1930년 - 사탄교회의 창설자, 교주 앤턴 라베이. (~1997년)
- 1931년
  - 튀르키예의 레슬링 선수 무스타파 다으스탄르. (~2022년)
  - 일본의 게임음악작곡가 스기야마 고이치. (~2021년)
  - 에스토니아의 배우 이타 에베르. (~2023년)
- 1933년 - 일본의 야구 선수, 야구 감독 나카니시 후토시. (~2023년)
- 1934년 - 독일의 추기경 카를요제프 라우버. (~2023년)
- 1940년 - 미국의 작가 토머스 해리스.
- 1942년 - 대한민국의 아나운서, 스포츠캐스터, 방송인, 대학 교수 송재익. (~2025년)
- 1943년 - 미국의 프로레슬링 선수 할리 레이스. (~2019년)
- 1949년 - 독일의 영화 제작자 베른트 아이힝거. (~2011년)
- 1950년 - 헝가리의 축구 선수 메사로시 페렌츠. (~2023년)
- 1953년
  - 영국의 수학자 앤드루 와일스.
  - 대한민국의 승려 법륜.
- 1960년
  - 대한민국의 가수 김종찬.
  - 대한민국의 정치인, 기초지방자치단체장 함명준.
  - 대한민국의 기업인 정태영.
- 1961년
  - 미국의 배우, 영화감독 빈센트 갤로.
  - 프랑스의 영화감독 로랑 캉테. (~2024년)
- 1963년 - 대한민국의 법조인 박주현.
- 1966년
  - 대한민국의 가수 신승훈.
  - 대한민국의 정치인 이동환.
  - 일본의 성우 이치조 카즈야.
- 1968년 - 대한민국의 작가 최윤정.
- 1969년
  - 일본의 가수, 작사가, 작곡가 모리타카 치사토.
  - 일본의 축구 선수 니노미야 히로시.
- 1970년 - 대한민국의 배드민턴 선수 길영아.
- 1972년 - 대한민국의 배우 이도엽.
- 1974년
  - 캐나다의 모델, 배우 트리샤 헬퍼.
  - 대한민국의 기상 캐스터 현인아.
- 1975년 - 대한민국의 희극인 고혜성.
- 1979년 - 대한민국의 법조인, 정치인 박상수.
- 1980년
  - 일본의 전 축구 선수 다마다 게이지.
  - 미국의 전 야구 선수 마크 테세이라.
- 1981년
  - 브라질의 모델 알레산드라 암브로지우.
  - 대한민국의 배우 유태오.
  - 웨일스의 배우 맷 라이언.
- 1982년
  - 대한민국의 전 아나운서, 배우 최송현.
  - 대한민국의 배우 줄리엔 강.
  - 대한민국의 야구 선수 박종윤.
  - 대한민국의 성우 김현지.
  - 대한민국의 작사가 겸 가수 간종우, 간종욱.
- 1983년
  - 대한민국의 성우 김현지.
  - 캐나다의 프리스타일 스키 선수 제니퍼 하일.
- 1984년
  - 대한민국의 배우 임소영.
  - 대한민국의 배우 한수인.
  - 대한민국의 배우 유연석.
- 1985년 - 대한민국의 축구 선수, 축구 해설가 이근호.
- 1986년
  - 대한민국의 가수 서연.
  - 카메룬의 축구 선수 다니 눈쿠.
- 1987년
  - 대한민국의 전 스타크래프트 프로게이머 박재혁.
  - 대한민국의 축구 선수 박준혁(전남 드래곤즈).
  - 대한민국의 아나운서 이재성.
  - 대한민국의 레이싱 모델 민서희.
  - 대한민국의 아나운서 김정.
- 1988년 - 대한민국의 배우 최서연.
- 1989년
  - 대한민국의 야구 선수 진야곱 (두산 베어스).
  - 대한민국의 아나운서 강지영.
- 1990년
  - 대한민국의 모델 고소현.
  - 일본의 전직 축구 선수 오쓰카 쇼헤이.
- 1991년
  - 일본의 가수 마노 에리나.
  - 대한민국의 배우 방초록.
  - 스페인의 축구 선수 티아고 알칸타라.
- 1992년
  - 대한민국의 배우, MC 김민지.
  - 대한민국의 연극배우 손별이.
  - 필리핀의 권투 선수 네스티 페테시오.
- 1993년
  - 일본의 축구 선수 다카하시 유지.
  - 조지아의 전 축구 선수 기오르기 찬투리아.
- 1994년
  - 일본의 가수 오가사와라 마유.
  - 아르헨티나의 축구 선수 루카스 오캄포스.
- 1995년
  - 대한민국의 배우 이도현.
  - 대한민국의 래퍼 장문복.
  - 벨기에의 모델 유미 랑베르.
- 1996년
  - 대한민국의 축구 선수 김혜성.
  - 일본의 축구 선수 미즈타니 유키
  - 잉글랜드의 축구 선수 델레 알리.
  - 대한민국의 가수 소영.
- 1997년 - 대한민국의 전 야구 선수 최우재.
- 1998년 - 중국의 아이돌 죠우스위.
- 2000년
  - 대한민국의 스피드스케이팅 선수 김민지.
  - 대한민국의 가수 카리나.
  - 미국의 배우 모건 랠리.
- 2001년 - 우루과이의 축구 선수 마누엘 우가르테.
- 2002년 - 대한민국의 피겨 스케이팅 선수 김하늘.
- 2003년 - 대한민국의 래퍼 YLN Foreign.
- 2005년 - 오스트레일리아, 대한민국의 가수 다니엘. (NewJeans)
- 2006년 - 대한민국의 스노보드 선수 이채운.

## 사망
- 678년 - 제78대 로마의 교황 교황 도노. (610년~)
- 1512년 - 프랑스의 장군 가스통 드 푸아느무르 공작. (1489년~)
- 1896년 - 미국의 정치인 토머스 마이클 홀트. (1831년~)
- 1936년 - 라트비아의 정치인 알베르츠 크비에시스. (1881년~)
- 1943년 - 대한민국의 사회주의 운동가 김명식. (1890년~)
- 1965년 - 대한민국의 가수 이난영. (1916년~)
- 1985년 - 알바니아의 정치인 엔베르 호자. (1908년~)
- 2004년 - 일본의 소설가 사기사와 메구무. (1968년~)
- 2006년 - 대한민국의 영화감독, 영화 제작자 신상옥. (1926년~)
- 2007년 - 미국의 수필가, 작가 커트 보니것. (1922년~)
- 2012년 - 알제리 공화국의 초대 총리이자 초대 대통령 아메드 벤 벨라. (1916년~)
- 2020년
  - 잉글랜드의 수학자 존 호턴 콘웨이. (1937년~)
  - 미국의 기업인 스탠리 체라. (1942년~)
- 2021년
  - 일본의 마술사 안성우. (1959년~)
  - 대한민국의 배우 장명남. (1957년~)
- 2022년 - 대한민국의 의사 장윤석. (1931년~)
- 2023년
  - 대한민국의 무용가 김백봉. (1927년~)
  - 대한민국의 모델 겸 배우 정채율. (1996년~)
- 2024년
  - 대한민국의 가수 박보람. (1994년~)
  - 일본의 성우 무라마츠 야스오. (1933년~)
  - 일본의 스모 선수 아케보노 다로. (1969년~)
  - 일본의 축구 선수 우에키 시게하루. (1954년~)
  - 독일의 물리학자 페터 풀데. (1936년~)
- 2025년 - 자메이카의 가수 맥스 로미오. (1944년~)

## 기념일
- 후안 산타마리아 데이: 코스타리카
- 대한민국 임시정부 수립 기념일: 대한민국
- 도시 농업의 날: 대한민국
- 세계 파킨슨병의 날

## 같이 보기
- 전날: 4월 10일 다음날: 4월 12일 - 전달: 3월 11일 다음달: 5월 11일
- 음력: 4월 11일
- 모두 보기